# ラブ・エキスプレス
グランド・ショー『ラブ・エキスプレス』は宝塚歌劇団のショー作品。星組公演。作・演出は酒井澄夫。1984年宝塚・東京は20場。併演は『我が愛は山の彼方に』。

## 公演期間と公演場所
- 1984年6月29日 - 8月8日　宝塚大劇場[1]
- 1984年11月3日 - 11月28日　東京宝塚劇場[2]
- 1985年4月14日・大津、16日・郡山、17日・仙台、19日・伊勢崎、20日・千葉、21日・黒磯、23日・浦和、24日・秦野、26日・奈良、28日・京都丹後、29日・舞鶴、30日・福井　（地方公演[3]）
- 1985年5月2日 - 5月6日　福岡市民会館[3]
- 1985年10月12日・岡山、13日・広島、15日・鳴門、17日・四日市、18日・西尾、19日・松阪、20日・一宮、22日・相模原、23日・真岡、26日・深川、27日・旭川、28日・滝川、29日・札幌、31日・函館、11月2日・苫小牧、4日・静内　（地方公演[3]）

## スタッフ（1984年宝塚・東京）
氏名の後ろに「宝塚」、「東京」の文字がなければ両劇場共通。
- 作曲・編曲：寺田瀧雄[1]・高橋城[1]・筒井広志[1]・西村耕次[1]
- 編曲：中野潤二[1]
- 音楽指揮：橋本和明（宝塚[1]）・岡田良機（宝塚[1]）、北沢達雄（東京[2]）
- 振付：朱里みさを[1]・羽山紀代美[1]・県洋二[1]・中野章三[1]
- 振付補：藍えりな[1]
- 人形指導：小林正巳[1]
- 装置：石浜日出雄[1]・関谷敏昭[1]
- 装置：静間潮太郎[1]
- 照明：今井直次[1]
- 小道具：万波一重[1]
- 効果：吉田雄二[1]
- 音響監督：松永浩志[1]
- 演出補：三木章雄[1]
- 演出助手：中村暁[1]・石田昌也[1]
- 制作：久国高[1]
- 製作担当：古川清（東京[2]）

## 主な配役
宝塚・東京（氏名の後ろにこれらの文字がなければ両劇場共通）
- 若者、ヒーロー、ニジンスキー、ダンサー - 峰さを理[1]
- スター、ロックンロールの女 - 南風まい[1]
- シンガー、淑女、コンチネンタル - 湖条れいか[1]
- シンガー、ダンサー男、女 - 山城はるか[1]
- 婦長 - 葉山三千子[1]
- キング、ディアギレフ - 新城まゆみ[1]
- ダンサー、タップの男 - 萬あきら[1]
- 踊る女 - 風間イリヤ[1]
- 車掌（人形） - 未央一（宝塚[1]）、加茂川志ぶき（東京[2]）
- 少女 - 未央一（宝塚[1]）、三城礼（東京[2]）
- スター、タップの男 - 日向薫[1]
- スター、シンガー、青年 - 紫苑ゆう[1]
- ストームシンガー - 花愛望都[1]
- ガウチョ、踊る男 - 三城礼・燁明[1]
- フットルースの女 - 毬藻えり[1]

地方公演（1985年4月）・福岡市民会館公演
- 歌手、車掌、コンチネンタル、踊る男 - 峰さを理[3]
- ダンサー、シンガー、コンチネンタル - 湖条れいか[3]
- ダンサー、歌う男、ロックンロールの男 - 紫苑ゆう[3]
- キング・オブ・ストーム、歌う男 - 新城まゆみ[3]
- ダンサー - 洋ゆり[3]
- ダンサー、ガウチョA、踊る男 - 萬あきら[3]
- シンガー、踊る男 - 紫城いずみ[3]
- ダンサーS、踊る娘 - 風間イリヤ[3]
- 少女、踊る男 - 三城礼[3]
- シンガー、ロックンロールの女 - 花愛望都[3]

地方公演（1985年10月 - 11月）
- スター、車掌、踊る男、コンチネンタルの男、歌う男 - 峰さを理[3]
- ダンサー、シンガー、コンチネンタルの女 - 湖条れいか[3]
- ダンサー、シンガー、ロックンロールの女 - 南風まい[3]
- ダンサー、シンガー、タップの青年、ロックンロールの男 - 日向薫[3]
- ダンサー、キング・オブ・ストーム - 新城まゆみ[3]
- 踊る男 - 一樹千尋[3]
- ダンサー - 風間イリヤ[3]
- 踊る女 - 洲悠花[3]
- ダンサー、フットルースの男、少女 - 三城礼[3]
- ガウチョ - 燁明[3]